# Vidéographie de Beyoncé
La vidéographie de Beyoncé, une actrice et chanteuse américaine de R&B aux influences pop et soul, se compose de 38 clips, 9 albums vidéo, 7 films ainsi que d'apparitions télévisées.
En 2001, Beyoncé joue l'un des rôles principaux dans le film Carmen: A Hip Hopera produit par MTV et réalisé par Robert Townsend. Quelque temps plus tard, Knowles tourne son premier clip en solo Work It Out pour le film Austin Powers dans Goldmember dans lequel elle a un des rôles principaux.
En 2003, Beyoncé tourne le clip de la chanson Crazy in Love issue de son premier album solo, Dangerously in Love. D'autres clips issus de chansons de l'album sont également tournés tel que Baby Boy.
En 2006, Beyoncé est à l'affiche de deux films : La Panthère rose pour lequel elle tourne le clip de la chanson Check on It, et Dreamgirls. Par la suite, elle sort son deuxième album studio, B'Day, pour lequel elle tourne plusieurs clips, dont certains avec des collaborations, tels que Déjà Vu, Irreplaceable ou encore Beautiful Liar.
En 2008, Beyoncé est choisie pour interpréter un rôle dans le film Cadillac Records. En novembre, son troisième album studio, I Am... Sasha Fierce, sort. Neuf chansons de l'album bénéficient d'un clip dont un, Video Phone, en collaboration avec Lady Gaga. Les clips de If I Were A Boy et Single Ladies (Put a Ring on It) ressortent du lot : le premier par son honnêteté et le second par sa simplicité et son impact sur la musique. Pendant la promotion de son album, Knowles obtient un des trois rôles principaux du thriller Obsessed.
En 2010, Beyoncé collabore avec Lady Gaga sur sa chanson Telephone pour lequel un clip ou mini-film de 9 min 30 s est tourné. Knowles collabore également avec Alicia Keys sur le morceau Put It in a Love Song pour lequel elles tournent un clip mais qui ne sortira jamais officiellement.
En 2011, Beyoncé annonce la sortie de son quatrième album studio, 4. Le premier clip, celui de la chanson, Run the World (Girls) est très travaillé. Cinq autres vidéos sont tournées pour la promotion de l'album.
En 2012, Beyoncé était pressentie pour tourner un remake du film Une étoile est née (A Star Is Born en anglais), finalement remplacée par Lady Gaga, réalisé par Clint Eastwood et finalement réalisé par Bradley Cooper.

## Clips
| CLIP                                                             | ANNÉE | ARTISTE(S)                                       | RÉALISATEUR(S)                                |
| 2000 — 2009                                                      |       |                                                  |                                               |
| I Got That                                                       | 2000  | Amil featuring Beyoncé                           | Darren Grant, Jay-Z                           |
| Work It Out                                                      | 2002  | Beyoncé                                          | Matthew Rolston                               |
| '03 Bonnie & Clyde                                               | 2002  | Jay-Z featuring Beyoncé                          | Chris Robinson                                |
| Crazy in Love                                                    | 2003  | Beyoncé featuring Jay-Z                          | Jake Nava                                     |
| Dance with My Father                                             | 2003  | Luther Vandross                                  | Diane Martel                                  |
| Baby Boy                                                         | 2003  | Beyoncé featuring Sean Paul                      | Jake Nava                                     |
| Fighting Temptation                                              | 2004  | Beyoncé, Missy Elliott, Free, MC Lyte            | Antti Jokinen                                 |
| Dirt off Your Shoulder                                           | 2004  | Jay-Z                                            | Dave Meyers                                   |
| Me, Myself and I                                                 | 2004  | Beyoncé                                          | Johan Renck                                   |
| Naughty Girl                                                     | 2004  | Beyoncé                                          | Jake Nava                                     |
| Check on It                                                      | 2005  | Beyoncé featuring Slim Thug et Bun B             | Hype Williams                                 |
| Woman Like Me                                                    | 2006  | Beyoncé                                          | Shawn Levy                                    |
| Déjà Vu                                                          | 2006  | Beyoncé featuring Jay-Z                          | Sophie Muller                                 |
| Ring the Alarm                                                   | 2006  | Beyoncé                                          | Sophie Muller                                 |
| Irreplaceable                                                    | 2006  | Beyoncé                                          | Anthony Mandler                               |
| Listen (Version live)                                            | 2006  | Beyoncé                                          | Diane Martel                                  |
| Listen (Version Vogue)                                           | 2006  | Beyoncé                                          | Matthew Rolston                               |
| One Night Only (Remix pour clubs)                                | 2006  | Beyoncé, Sharon Leal, Anika Noni Rose            | Bill Condon                                   |
| Upgrade U                                                        | 2007  | Beyoncé featuring Jay-Z                          | Melina Matsoukas                              |
| Beautiful Liar                                                   | 2007  | Beyoncé featuring Shakira                        | Jake Nava                                     |
| Kitty Kat                                                        | 2007  | Beyoncé                                          | Melina Matsoukas                              |
| Green Light                                                      | 2007  | Beyoncé                                          | Melina Matsoukas                              |
| Flaws and All                                                    | 2007  | Beyoncé                                          | Cliff Watts, Beyoncé                          |
| Get Me Bodied (+ le remix de Timbaland featuring Voltio)         | 2007  | Beyoncé                                          | Anthony Mandler                               |
| Freakum Dress (+ un clip alternatif)                             | 2007  | Beyoncé                                          | Ray Kay                                       |
| Suga Mama                                                        | 2007  | Beyoncé                                          | Melina Matsoukas                              |
| Kissing You                                                      | 2007  | Beyoncé                                          | Cliff Watts                                   |
| If I Were A Boy (+ un clip alternatif pour la version espagnole) | 2008  | Beyoncé                                          | Jake Nava                                     |
| Single Ladies (Put a Ring on It)                                 | 2008  | Beyoncé                                          | Jake Nava                                     |
| Diva (+ un clip alternatif)                                      | 2008  | Beyoncé                                          | Melina Matsoukas                              |
| Halo (+ un clip alternatif)                                      | 2008  | Beyoncé                                          | Philip Andelman                               |
| At Last                                                          | 2008  | Beyoncé                                          | Darnell Martin                                |
| Ego (+ un clip pour le remix avec Kanye West et une version fan) | 2009  | Beyoncé                                          | Beyoncé, Frank Gatson                         |
| Broken-Hearted Girl                                              | 2009  | Beyoncé                                          | Sophie Muller                                 |
| Sweet Dreams                                                     | 2009  | Beyoncé                                          | Adria Petty                                   |
| Video Phone (Extended Remix)                                     | 2009  | Beyoncé featuring Lady Gaga                      | Hype Williams                                 |
| 2010 — 2019                                                      |       |                                                  |                                               |
| Telephone (+ deux versions spéciales)                            | 2010  | Lady Gaga featuring Beyoncé                      | Jonas Åkerlund                                |
| Put It in a Love Song                                            | 2010  | Alicia Keys featuring Beyoncé                    | Melina Matsoukas                              |
| Why Don't You Love Me (+ une version remixée de MK Ultras)       | 2010  | Beyoncé                                          | Melina Matsoukas, Beyoncé                     |
| Move Your Body                                                   | 2011  | Beyoncé                                          | Melina Matsoukas                              |
| Run the World (Girls) (+ une version spéciale)                   | 2011  | Beyoncé                                          | Francis Lawrence                              |
| Best Thing I Never Had (+ une version pour et par les fans)      | 2011  | Beyoncé                                          | Diane Martel                                  |
| 1+1 (+ un autre clip alternatif)                                 | 2011  | Beyoncé                                          | Laurent Briet, Ed Burke, Beyoncé              |
| Countdown (+ un autre clip alternatif)                           | 2011  | Beyoncé                                          | Adria Petty, Beyoncé                          |
| Love on Top                                                      | 2011  | Beyoncé                                          | Ed Burke, Beyoncé                             |
| Party                                                            | 2011  | Beyoncé featuring J. Cole                        | Alan Ferguson, Beyoncé                        |
| Dance for You                                                    | 2011  | Beyoncé                                          | Alan Ferguson, Beyoncé                        |
| Drunk in Love                                                    | 2013  | Beyoncé featuring Jay-Z                          | Hype Williams                                 |
| XO                                                               | 2013  | Beyoncé                                          | Terry Richardson                              |
| Partition (en)                                                   | 2014  | Beyoncé                                          | Jake Nava                                     |
| Pretty Hurts                                                     | 2014  | Beyoncé                                          | Melina Matsoukas                              |
| Ghost                                                            | 2014  | Beyoncé                                          | Pierre Debusschere                            |
| Haunted                                                          | 2014  | Beyoncé                                          | Jonas Åkerlund                                |
| Blow                                                             | 2014  | Beyoncé                                          | Hype Williams                                 |
| No Angel                                                         | 2014  | Beyoncé                                          | @lilinternet                                  |
| Yoncé                                                            | 2014  | Beyoncé                                          | Ricky Saiz                                    |
| Jealous                                                          | 2014  | Beyoncé                                          | Beyoncé, Francesco Carrozzini and Todd Tourso |
| Rocket                                                           | 2014  | Beyoncé                                          | Beyoncé, Ed Burke and Bill Kirstein           |
| Mine                                                             | 2014  | Beyoncé featuring Drake                          | Pierre Debusschere                            |
| Flawless                                                         | 2014  | Beyoncé featuring Chimamanda Ngozi Adichie       | Jake Nava                                     |
| Superpower                                                       | 2014  | Beyoncé featuring Frank Ocean                    | Jonas Åkerlund                                |
| Heaven                                                           | 2014  | Beyoncé                                          | Beyoncé and Todd Tourso                       |
| Blue                                                             | 2014  | Beyoncé featuring Blue Ivy Carter                | Beyoncé, Ed Burke and Bill Kirstein           |
| Grown Woman                                                      | 2014  | Beyoncé                                          | Jake Nava                                     |
| Say Yes                                                          | 2014  | Kelly Rowland and Michelle Williams              | Matthew A. Cherry                             |
| 7/11                                                             | 2014  | Beyoncé                                          | Beyoncé                                       |
| Feeling Myself                                                   | 2015  | Beyoncé featuring Nicki Minaj                    | Todd Tourso                                   |
| Runnin' (Lose It All)                                            | 2015  | Beyoncé featuring Naughty Boy and Arrow Benjamin | Charlie Robins                                |
| Hymn for the Weekend                                             | 2016  | Beyoncé featuring Coldplay                       | Ben Mor                                       |
| Formation                                                        | 2016  | Beyoncé                                          | Melina Matsoukas                              |
| Sorry                                                            | 2016  | Beyoncé                                          | Beyoncé and Kahlil Joseph                     |
| Hold Up                                                          | 2016  | Beyoncé                                          | Beyoncé and Jonas Åkerlund                    |
| All Night                                                        | 2017  | Beyoncé                                          | Melina Matsoukas                              |
| Sandcastles                                                      | 2017  | Beyoncé                                          | Mark Romanek                                  |
| Love Drought                                                     | 2017  | Beyoncé                                          | Kahlil Joseph                                 |
| Family Feud                                                      | 2017  | Beyoncé featuring Jay-Z                          | Ava DuVernay                                  |
| Apeshit                                                          | 2018  | The Carters (duo de Beyoncé et Jay-Z)            | Ricky Saiz                                    |
| "Spirit" + "Bigger"                                              | 2019  | Beyoncé                                          | Jake Nava, Jon Favreau                        |
| CLIP                                                             | ANNÉE | ARTISTE(S)                                       | RÉALISATEUR(S)                                |

## Albums

### Live
| Titre | Meilleure position | Meilleure position | Meilleure position | Meilleure position | Meilleure position | Meilleure position | Meilleure position | Meilleure position | Meilleure position | Meilleure position | Meilleure position | Meilleure position | Meilleure position | Meilleure position | Certifications                                                                     | Ventes                                                                                          |
| Titre | US                 | ALL                | AUS                | BEL                | BEL                | BRE                | CAN                | ESP                | FRA                | IRE                | NZ                 | PB                 | SUI                | UK                 | Certifications                                                                     | Ventes                                                                                          |
| Titre | US                 | ALL                | AUS                | FR                 | NL                 | BRE                | CAN                | ESP                | FRA                | IRE                | NZ                 | PB                 | SUI                | UK                 | Certifications                                                                     | Ventes                                                                                          |
| Titre | 1                  | 2                  | 3                  | 4                  | 4                  | 5                  | 6                  | 7                  | 8                  | 9                  | 10                 | 11                 | 12                 | 13                 | Certifications                                                                     | Ventes                                                                                          |
| Live at Wembley - Sortie : 26 avril 2004 - Label : Columbia - Formats : DVD, téléchargement                                   | 1                  | ·                  | 1                  | 2                  | 3                  | ·                  | ·                  | 1                  | ·                  | ·                  | ·                  | 4                  | ·                  | 2                  | - US · 2× Platine - AUS · 2× Platine - ESP · Or - FRA · Platine                    | - 00 500 000 · Monde - 00 297 000 · États-Unis                                                  |
| The Ultimate Performer - Sortie : 26 novembre 2007 - Labels : Columbia, Sony Urban Music - Formats : DVD                      | ·                  | ·                  | ·                  | ·                  | ·                  | ·                  | ·                  | 17                 | ·                  | ·                  | ·                  | ·                  | ·                  | ·                  | ·                                                                                  | - 00 013 848 · États-Unis                                                                       |
| The Beyoncé Experience Live - Sortie : 16 novembre 2007 - Labels : Columbia, Sony Urban Music - Formats : DVD, téléchargement | 2                  | ·                  | 8                  | 16                 | 16                 | 1                  | ·                  | 3                  | 12                 | ·                  | ·                  | 2                  | ·                  | ·                  | - US · 3× Platine - AUS · 2× Platine - BRE · 2× Platine - ESP · Or - PT · Or       | - 00 800 000 · Monde - 00 450 000 · États-Unis - 00 308 500 · Brésil                            |
| I Am... Yours - Sortie : 20 novembre 2009 - Labels : Columbia - Formats : DVD, téléchargement                                 | 1                  | 16                 | 11                 | ·                  | 9                  | 1                  | ·                  | 15                 | ·                  | ·                  | 6                  | 4                  | ·                  | ·                  | - US · 2× Platine - AUS · Platine - BRE · 2× Platine                               | - 00 300 000 · Monde - 00 165 000 · États-Unis - 00 075 000 · Brésil                            |
| I Am... World Tour - Sortie : 30 novembre 2010 - Labels : Columbia, Parkwood - Formats : DVD, téléchargement                  | 1                  | ·                  | 6                  | 10                 | 6                  | 1                  | ·                  | ·                  | 9                  | 4                  | 4                  | 1                  | 6                  | 5                  | - US · 2× Platine - AUS · Platine - BRE · Platine - POL · Or                       | - 00 500 000 · Monde - 00 215 764 · États-Unis - 00 080 000 · Brésil - 00 050 000 · Royaume-Uni |
| Live at Roseland: Elements of 4 - Sortie : 21 novembre 2011 - Labels : Columbia, Parkwood - Formats : DVD, téléchargement     | 2                  | 10                 | 3                  | 9                  | 6                  | ·                  | ·                  | 4                  | 8                  | 8                  | ·                  | 1                  | 8                  | 8                  | - US · Platine (Deluxe) - US · Or (Standard) - AUS · Platine - FRA · Or - POL · Or | - 00 300 000 · Monde - 00 142 897 · États-Unis                                                  |
| | US                 | ALL                | AUS                | FR                 | NL                 | BRE                | CAN                | ESP                | FRA                | IRE                | NZ                 | PB                 | SUI                | 100                |                                                                                    |                                                                                                 |
| "·" dénote un DVD non classé ou dont la donnée est inconnue.                                                                  |                    |                    |                    |                    |                    |                    |                    |                    |                    |                    |                    |                    |                    |                    |                                                                                    |                                                                                                 |

### Vidéo
| ALBUMS ET DÉTAILS | INFORMATION(S) COMPLÉMENTAIRE(S) |
| BET Presents Beyoncé - Sortie : 4 septembre 2006 - Label : BET - Formats : DVD                                                           | - Contient un documentaire sur le groupe d'arrière-plan de Beyoncé, Suga Mama, sa ligne de vêtement, House of Deréon, et des apparitions de Beyoncé dans 106 & Park ou encore de BET Awards. |
| Video Triple Play - Sortie : 21 novembre 2006 - Labels : Sony Music - Formats : Téléchargement                                           | - Contient les clips de "Check on It", "Déjà Vu" (version spéciale) et "Ring the Alarm". |
| B'Day Anthology Video Album - Sortie : 3 avril 2007 - Labels : Columbia, Sony Urban Music - Formats : DVD                                | - Il a atteint la 24e position du classement américain US Top Music Videos. - Certifié 2× disque de platine par la Recording Industry Association of America (RIAA).                         |
| Video Triple Play - Sortie : 4 septembre 2007 - Labels : Sony Music - Formats : Téléchargement                                           | - Contient les clips de "Irreplaceable", "Beautiful Liar" et "Get Me Bodied". |
| Above and Beyoncé – Video Collection & Dance Mixes - Sortie : 16 juin 2009 - Labels : Columbia, Parkwood - Formats : DVD, téléchargement | - Contient sept clips et un documentaire spécial. - Vendu à 14 000 exemplaires lors de sa première semaine aux États-Unis et a atteint la 35e position du Billboard 200.                     |
| Live at Roseland: Elements of 4 - Sortie : 29 novembre 2011 - Labels : Columbia, Parkwood - Formats : DVD                                | - Deux disques contenant le concert complet, un documentaire des coulisses et un petit livret.                                                                                               |
| ALBUMS ET DÉTAILS | INFORMATION(S) COMPLÉMENTAIRE(S) |

### Unauthorized
| ALBUMS ET DÉTAILS | INFORMATION(S) COMPLÉMENTAIRE(S)                                                             |
| Shine: An Unauthorized Story on Beyoncé - Sortie : Janvier 2010 - Label : Infinity Entertainment Group - Formats : DVD, téléchargement | - Contient un regard personnel et professionnel sur la vie de Beyoncé Knowles.               |
| Beyoncé: The Ultimate Performer (2010) - Sortie : 29 novembre 2010 - Labels : Fontana - Formats : DVD                                  | - Contient 10 performances live de Beyoncé ainsi que des séances de shooting de Beyoncé.     |
| Beyoncé: Destined for Stardom - Sortie : 25 avril 2011 - Labels : Stax Entertainment - Formats : DVD                                   | - Contient des interviews et des performances. Rowland et Williams apparaissent sur l'album. |
| Beyoncé: Beyond the Glam - Sortie : 8 août 2011 - Labels : Vision Films - Formats : DVD                                                | - Contient la biographie de Beyoncé Knowles.                                                 |
| ALBUMS ET DÉTAILS | INFORMATION(S) COMPLÉMENTAIRE(S)                                                             |

## Filmographie
| ANNÉE | FILM                          | RÔLE            | RÔLE         |
| ANNÉE | FILM                          | NOM             | REMARQUE     |
| 2001  | Carmen: A Hip Hopera          | Carmen Brown    | Premier rôle |
| 2002  | Austin Powers dans Goldmember | Foxxy Cleopatra | Premier rôle |
| 2003  | The Fighting Temptations      | Lilly           | Premier rôle |
| 2006  | La Panthère rose              | Zania           | Second rôle  |
| 2006  | Dreamgirls                    | Deena Jones     | Premier rôle |
| 2008  | Cadillac Records              | Etta James      | Second rôle  |
| 2009  | Obsessed                      | Sharon Charles  | Premier rôle |
| 2012  | Une étoile est née            | Esther Blodgett | Premier rôle |

| ANNÉE | FILM                                  | RÔLE      | REMARQUE                                                 |
| 2003  | The Wayna Brady Show                  | Elle-même | Promotion de The Fighting Temptations                    |
| 2004  | Fade to Black                         | Elle-même | –                                                        |
| 2005  | All of Us                             | Elle-même | –                                                        |
| 2007  | My Night at The Grammys               | Elle-même | Interview                                                |
| 2009  | Wow! Wow! Wubbzy!: Wubb Idol          | Shine     | Doublage                                                 |
| 2009  | Cadillac Records                      | Elle-même | Second rôle                                              |
| 2009  | Beyoncé: For the Record               | Elle-même | Entrevue                                                 |
| 2010  | Britain's Next Top Model, Cycle 6     | Elle-même | Guest-star                                               |
| 2011  | American Idol (Américain - Saison 10) | Elle-même | Mentor/Guest-star lors de la finale                      |
| 2011  | Beyoncé: Year of 4                    | Elle-même | Promotion de 4                                           |
| 2011  | The X Factor (Australien - Saison 3)  | Elle-même | Mentor/Jurée                                             |
| 2011  | A Night with Beyoncé                  | Elle-même | ITV music special                                        |
| 2019  | Homecoming                            | Elle-même | Documentaire Netflix sur son concert à Coachella de 2018 |